# Herpestoidea
Los herpestoideos (Herpestoidea) son una superfamilia de mamíferos carnívoros que incluye a las mangostas y a los carnívoros de Madagascar, así como a las hienas.
los herpestoideos, con excepción de las hienas, tienen un cuerpo cilíndrico y alargado, lo que les permite atrapar a sus presas y meterse en hoyos, asemejándose en este aspecto a los musteloideos, pero son feliformes, no caniformes,también se diferencian de los primeros que los musteloideos son más pequeños y expertos en cazar animales más grandes que ellos, y los herpestoideos no.

## Distribución
Su distribución se extiende por Eurasia, África y la isla de Madagascar.

## Taxonomía
Herpestoidea consta de tres familias:
- Hyaenidae
- Eupleridae
- Herpestidae

- Datos: Q9776204
- Especies: Herpestoidea